# Roswellia deflavata
Roswellia deflavata är en fjärilsart som beskrevs av Friedrich Wilhelm Niepelt 1928. Roswellia deflavata ingår i släktet Roswellia och familjen praktfjärilar. Inga underarter finns listade.